# Login Berufsbildung
Login Berufsbildung AG (Eigenschreibweise login Berufsbildung AG) ist eine Ausbildungspartnerin für Berufe im Bereich Mobilität mit Hauptsitz in Olten. Für die SBB, die BLS, die Rhätische Bahn (RhB), den Verband öffentlicher Verkehr (VöV) und rund 70 weitere Unternehmen organisiert Login Berufslehren, Praktika und Weiterbildungen.
Die Partnerunternehmen von Login stellen die entsprechende Anzahl an Ausbildungsplätzen (ca. 900 pro Jahr) zur Verfügung, zwischen denen die Auszubildenden je nach Ausbildungsberuf in regelmässigen Abständen (halbjährlich) rotieren.
Login beschäftigt rund 150 Mitarbeiter und 2100 Lernende, die sich in über 25 verschiedenen Berufslehren auf ihre eidgenössisch anerkannten Abschlüsse vorbereiten.

## Geschichte

Ehemaliges Logo

Login Berufsbildung wurde am 21. September 2001 als Verein gegründet und ist seit dem 1. Januar 2002 operativ. Seit 2014 ist Login eine Aktiengesellschaft mit den Trägerorganisationen SBB, BLS, RhB und Verband öffentlicher Verkehr (VöV). Die SBB hält rund 70 Prozent der Aktien, BLS, RhB und VöV sind mit je 10 Prozent beteiligt.
Als Ausbildungspartnerin von SBB, BLS, RhB, dem Verband öffentlicher Verkehr (VöV) und rund 70 weiteren Mobilitätsunternehmen organisiert Login marktorientierte Berufslehren und Praktika. Von der Rekrutierung über das Bewerbungsverfahren und den Lehrvertragsabschluss bis hin zur Ausbildung und Betreuung der Lernenden während der gesamten Ausbildung ist Login Berufsbildung AG verantwortlich. Der Hauptsitz von Login ist in Olten, das Unternehmen beschäftigt insgesamt 150 Mitarbeitende.
Login ist auf rund 70 Partnerfirmen angewachsen (Stand 2023), darunter Unternehmen aus der Luftfahrtbranche wie Swissport, Swiss, SR Technics oder Edelweiss.

## Grundbildung
Jährlich bereiten sich bei login über 2100 Lernende in mehr als 25 verschiedenen Berufen auf ihre eidgenössisch anerkannten Abschlüsse vor.
Die Ausbildungen umfassen kaufmännische, technische und handwerkliche Berufe in den Bereichen Gleisbau, Informatik, Logistik, Verkehrswegbau und Gebäudereinigung an.
Die Basisausbildung in den Bereichen Technik und Gleisbau findet in elf eigenen Bildungszentren in der ganzen Schweiz statt – sechs davon im Bereich Technik, fünf im Bereich Gleisbau. In 13 Junior Stations führen die angehenden Detailhandelsfachleute selbstständig einen Bahnhof und tragen die Verantwortung für den gesamten Betrieb.
Die Ausbildungsqualität ist zertifiziert nach ISO 9001:2015 und ISO 21001:2018. 2023 erhielt Login den Nationalen Bildungspreis und zum fünften Mal in Folge die Auszeichnung "Great Start!" von Great Place to Work®.